# Zdzisław Chełmicki
Zdzisław Chełmicki (ur. 21 lipca 1892, zm. ?) – polski ekonomista i urzędnik konsularny.
Uzyskał tytuł dr nauk ekon. W 1920 wstąpił do polskiej służby zagranicznej, w której pełnił szereg funkcji, m.in. prow. sekr./sekr. kons. w Konsulacie Generalnym RP w Nowym Jorku (1920-1923), sekr. kons./wkons. w Konsulacie w Detroit (1923-1928), wkons. w K.G. w Nowym Jorku (1928-1931), ref. w Dyrekcji Konsularnej MSZ (1931-1933); kier. kons. w K. w Budapeszcie (1933-1936), radcy w Dyrekcji Konsularnej/Gabinecie Ministra/Radcy Ekonomicznego MSZ (1936-1939).